# Bakersfield Condors
Bakersfield Condors är ett amerikanskt ishockeylag från Bakersfield, Kalifornien. 
Condors spelar i AHL och är farmarlag till NHL-laget Edmonton Oilers.